# Brian Krause
Brian Krause, född 1 februari 1969 i El Toro, Kalifornien, är en amerikansk skådespelare och manusförfattare.
Krause har skrivit manus till TV-serien Förhäxad, där han också spelar trions "ledsagare", Leo Wyatt. Han nominerades till Razzie Award 1992 för Worst New Star i filmen Tillbaka till den blå lagunen. 
Han gillar racerbilar och att spela golf. 

## Filmografi (urval)
- 2005 – Pissed
- 1998-2006 - Förhäxad (TV-serie, manus och roll)
- 1995 – Naked Souls
- 1992 – Sömngångare
- 1991 – Tillbaka till den blå lagunen